# Zacky Vengeance
Zachary James Baker (ismertebb nevén Zacky Vengeance) (Huntington Beach, Kalifornia, 1981. december 11. –) az Avenged Sevenfold amerikai heavy metal együttes ritmusgitárosa és háttérvokálosa.

## Életrajz

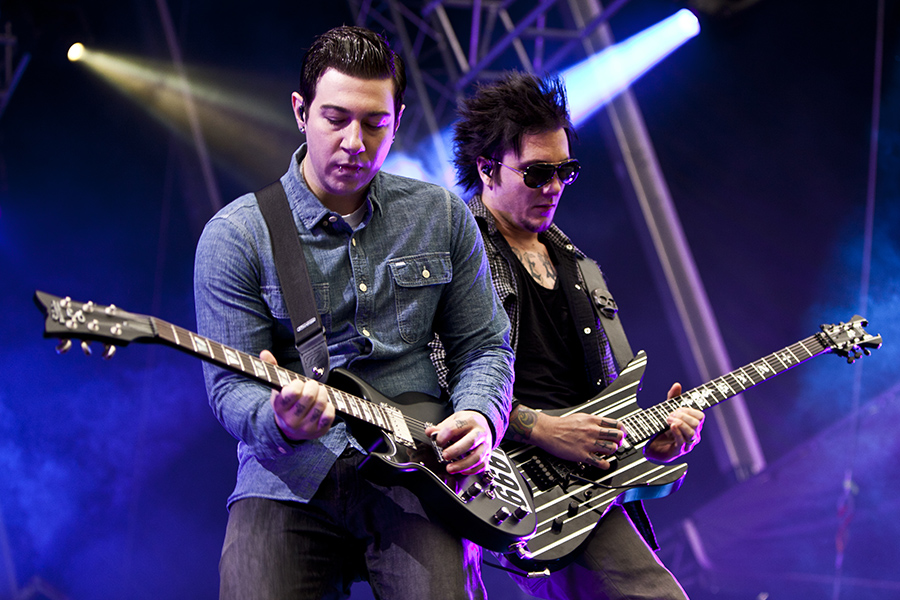
Zacky Vengeance és Synyster Gates Norvégiában – 2011

Édesapja James Baker, édesanyja Maria Baker. Német és olasz felmenőkkel rendelkezik. Két testvére van, egy öccse Matt, s egy nővére, Zina. Matt egy ideig a The Dear & Departed nevű bandában játszott, ám a zenekar nem volt annyira sikeres. Zacky a középiskolában baseball-t játszott, szülei szerették volna, ha sztárjátékos válik belőle, ám ő a gitározást választotta a sportösztöndíj helyett. Nem járt órákra, egy (a szüleitől kapott) jobbkezes gitáron tanult meg önerőből játszani mindössze tizenhárom évesen. A Guitar World minden számát elolvasta, leutánozta a profikat, amíg el nem érte a kívánt eredményt. A Vengeance, azaz "Bosszú" név is abból ered, hogy saját magát tanította. Az emberek nem hittek benne, ám sikerült elérnie a célját, s hogy visszavágjon a kételkedőknek, felvette ezt a művésznevet, mikor 1999-ben megalakult az Avenged Sevenfold, ahol mind a mai napig játszik.
Zacky a középiskolás évei során a Mad Porno Band nevű punkzenekar tagja volt, ám ez a banda nem futott be, inkább csak egy fiatalkori garázsbanda volt, amelyet kedvtelésből alapítottak meg. Később, szintén a középiskolás évek alatt, 1999-ben Jimmy "The Rev" Sullivan és Matt Sanders társaságában megalapították az Avenged Sevenfoldot. Időközben, a 2000-es évek elején Rev által csatlakozott a csapathoz Brian Haner Jr., akit Synyster Gates néven ismerhetünk, majd később Jonathan Seward, művésznevén Johnny Christ is belépett a zenekarba. Zacky lett a banda ritmusgitárosa, ő adta Jimmynek a The Reverend becenevet, Johnnynak pedig a Christ végződést, valamint a banda nevének rövidítése, az A7X is az ő fejéből pattant ki.
Évekkel ezelőtt az egykori scene modellel, Brittany Kramer-el járt néhány hónapig, majd 2004-ben kezdett el találkozgatni Gena Paulhus-al. 2011. július 9-én egybekeltek, majd 5 hónapnyi házasság után 2012-ben elváltak. Kapcsolatuk ideje alatt felröppent a hír, hogy Zacky megcsalta feleségét, ám ezeket az állításokat a mai napig nem támasztotta alá egyik fél sem. Ezt követően néhány hónappal Zacky egy Meghan nevű lánnyal kezdett el találkozgatni, s össze is házasodtak, majd 2015 őszén Meghan és Zacky szülők lettek. Az első képeket Halloween után láthattuk, hetekig folytak a találgatások, hogy kinek a gyermekével láthatók a fotókon, mígnem 2016. február 13-án Zacky posztolt egy képet Instagram profiljára, amelyen fiát, Tennessee-t is láthatjuk.
Zacky néhány évvel ezelőtt sikeresen megalapította saját márkáját, amely a Vengeance University néven vált ismertté. A gitáros és csapat többek között ruhaféléket, kiegészítőket és apróbb VU-s termékeket árul.

## Felszerelés
2005-ben a Schecter Guitar Research egyedi gitárokat tervezett Zackynek és Synysternek. Zacky gitárja a Schecter első modelljének alapján készült és több garnitúrát is készítettek az évek során, melyeknek sajátos jellemzője a 6661-es szám a modellek alján, ami a zenekar alapításának évét (1999) jelöli. A Blade típuson fellelhető a zenekar logója is, a Deathbat, amit 2007-ben láthattunk először.

## Diszkográfia
Stúdióalbumok
- Sounding the Seventh Trumpet – 2001. július 24.
- Waking the Fallen – 2003. augusztus 26.
- City of Evil – 2005. június 6.
- Avenged Sevenfold – 2007. október 30.
- Nightmare – 2010. július 27.
- Hail to the King – 2013. augusztus 27.
- The Stage – 2016. október 28.

Élők
- Live in the LBC & Diamonds in the Rough – 2008. szeptember 16.

Középlemezek
- Warmness on the Soul – 2001. július 31.
- Welcome to the Family – 2010. december 21.

Kislemezek
- Unholy Confessions – 2004
- Burn It Down – 2005
- Bat Country – 2005
- Beast and the Harlot – 2006
- Seize the Day – 2006
- Almost Easy – 2007
- Afterlife – 2008
- Dear God – 2008
- Scream – 2008
- Nightmare – 2010
- Welcome to the Family – 2010
- So Far Away – 2011
- Buried Alive – 2011
- Not Ready to Die – 2011
- Carry On – 2012
- Hail to the King – 2013
- Shepherd of Fire – 2013
- This Means War – 2014
- The Stage – 2016